# Lillvattnet (Frostvikens socken, Jämtland, 719774-143097)
Lillvattnet är en sjö i Strömsunds kommun i Jämtland och ingår i Ångermanälvens huvudavrinningsområde. Sjön har en area på 0,622 kvadratkilometer och ligger 624,6 meter över havet. Sjön avvattnas av vattendraget Lillvattsbäcken.

## Delavrinningsområde
Lillvattnet ingår i det delavrinningsområde (719761-143171) som SMHI kallar för Utloppet av Lillvattnet. Medelhöjden är 647 meter över havet och ytan är 3,54 kvadratkilometer. Räknas de 6 avrinningsområdena uppströms in blir den ackumulerade arean 14,01 kvadratkilometer. Lillvattsbäcken som avvattnar avrinningsområdet har biflödesordning 3, vilket innebär att vattnet flödar genom totalt 3 vattendrag innan det når havet efter 365 kilometer. Avrinningsområdet består mestadels av skog (82 procent). Avrinningsområdet har 0,62 kvadratkilometer vattenytor vilket ger det en sjöprocent på 17,4 procent.